# John W Thorp
John Willard Thorp est un ingénieur aéronautique américain né le 20 juin 1912 à French Camp (Californie) et mort le 18 avril 1992 à Lodi (Californie). Il est connu pour avoir dessiné une famille d’avions légers au profit de plusieurs grands constructeurs aéronautiques.

## Biographie

### Jeunesse et formation
Né en 1912 à French Camp en Californie, John W. Thorp grandit avec sa famille à Lockeford. Il intègre la Boeing School of Aeronautics à Oakland, Californie, et travaille sur la chaîne d’assemblage final du Boeing 247. Il passe ses premières leçons de vol en 1929, puis obtient une licence de pilote privé en 1930. En 1935, il totalise plus de 300 heures de vol sur 30 types différents d’avions. Il commence à dessiner des avions légers lorsqu'il étudie à l’école Boeing. Avec son camarade Rudy Paulic, il construit des Thorp T-3 et des Thorp T-5.

### Carrière
Peu après être sorti de l'école, il fonde Thorp Aircraft Corp, une entreprise d'aéronautique basée à Oakland. Embauché chez Lockheed durant la guerre, il est nommé responsable des Lockheed Little Dipper et Lockheed Big Dipper, puis mène les études préliminaires pour le Lockheed P2V Neptune. En 1944, il reprend la conception d’avions légers, et met au point le Thorp T-11 Sky Skooter.
En 1949, il crée la Thorp Aircraft Corp à Pacoima, en Californie. Il y dessine trois appareils légers pour Fletcher Aviation, dont le Fletcher FU-24 Utility, un avion agricole produit à plus de 300 exemplaires, essentiellement pour les besoins de la Nouvelle-Zélande. En 1956, il créée la Thorp Engineering Corp à Burbank. Il y développe une version 180 chevaux du Piper PA-28 Cherokee, tout en travaillant sur une version bimoteur du Skooter, le Thorp T-17 Wing Derringer. En 1962, il modernise le Thorp T-11 Sky Skooter de 1945, qui devient le Thorp T-211 Sky Skooter et étudie en parallèle un projet de quadriplace léger biréacteur.
En 1985, Lockeford crée la Thorp 211 Aircraft Corp et en 1990, Thorp Aero Inc est créé et basé dans le Kentucky afin d'assurer la promotion commerciale du Thorp T-211 Sky Scooter hors des États-Unis. 
Il conçoit entièrement le biplace T-18 Tiger, qui relève de la construction amateur. Ce biplace côte-à-côte, entièrement métallique, avec un moteur de 150 à 180 chevaux, est commercialisé et vendu à des dizaines d'exemplaires dans le monde. Un ancien pilote de l'US Air Force, M. Taylor, a réalisé le premier tour du monde en avion de construction amateur aux commandes de son T-18.

### Décès
John W. Thorp meurt le 18 avril 1992 à Lodi, en Californie, entouré de sa famille. Ses droits sur le Thorp T-211 Sky Skooter sont devenus en 2003 la propriété d’IndUS Aviation Inc, qui a profité de l’apparition aux États-Unis d’une nouvelle catégorie d’avions (LSA) pour relancer en 2004 la commercialisation de ce biplace léger.